# Tajvan (otok)
Tajvan (kitajsko kitajsko: 臺灣 oz. kitajsko: 台灣, poenostavljeno kitajsko 台湾,  v pinjin zapisu: Táiwān) je otok v Vzhodni Aziji, ki leži v Tihem oceanu jugovzhodno od obale Ljudske republike Kitajske in predstavlja 99 % ozemlja Republike Kitajske, zaradi česar je tudi sinonim za to državo. Predvsem v preteklosti je bil znan kot Formoza, kar izvira iz portugalskega izraza Ilha formosa - »lep otok«.
Tajvan, ki ga od celine ločuje 160 km široka Tajvanska ožina, je dolg 394 in širok 144 km, s 35.980 km² površine je 38. največji svetovni otok. Obkrožajo ga manjši otoki pod nadzorom Republike Kitajske, ki se proti vzhodu nadaljujejo z japonskimi otočji Senkaku in Rjukju, južno preko preliva Baši (del Luzonskega preliva) pa je otoška skupina Batanes, ki pripada Filipinom. Površje Tajvana je v veliki meri gorato. Vzhodni dve tretjini otoka zavzema pet gorovij; najvišji vrh je Jušan pri 3952 m.n.m., s čimer je Tajvan četrti najvišji otok na svetu. Poleg Jušana je na otoku še pet vrhov, višjih od 3.500 m. Nasprotno je zahodna tretjina ravninska, tu živi velika večina od približno 23 milijonov prebivalcev. Politično središče je Tajpej na severu otoka s skoraj 4 milijoni prebivalcev.
V novejši zgodovini zaznamuje otok predvsem nerazrešen politični status ozemlja. Tajvan je kitajska dinastija Čing prepustila Japonskemu imperiju po prvi kitajsko-japonski vojni leta 1895. Ponovno je prešel pod kitajsko upravo ob koncu druge svetovne vojne. Štiri leta kasneje se je po porazu proti Komunistični partiji Kitajske v kitajski državljanski vojni vlada Republike Kitajske umaknila na Tajvan in ga razglasila za svoj začasni sedež. Republika Kitajska ni splošno mednarodno priznana in otok si lasti tudi leta 1949 ustanovljena Ljudska republika Kitajska, ki se razglaša za pravnega naslednika Republike Kitajske.